# 戸崎圭太
戸崎 圭太（とさき けいた、1980年7月8日 - ）は、 栃木県下都賀郡壬生町出身の騎手。日本中央競馬会所属。剣道場「神奈川県 川崎真道館道場」総代表。
常用外漢字の登録が認められていないJRAの規則に伴い、姓は「戸崎」表記ではあるが、戸籍上の正式な表記は常用外漢字が含まれた「戸﨑圭太」である（大井競馬所属時はこの表記が用いられていた）。
勝負服は青地に胴赤散らし。青は大井の先輩である内田博幸の勝負服が、胴赤星散らしは同様に的場文男の勝負服の星(★)が由来となっている。

## 来歴

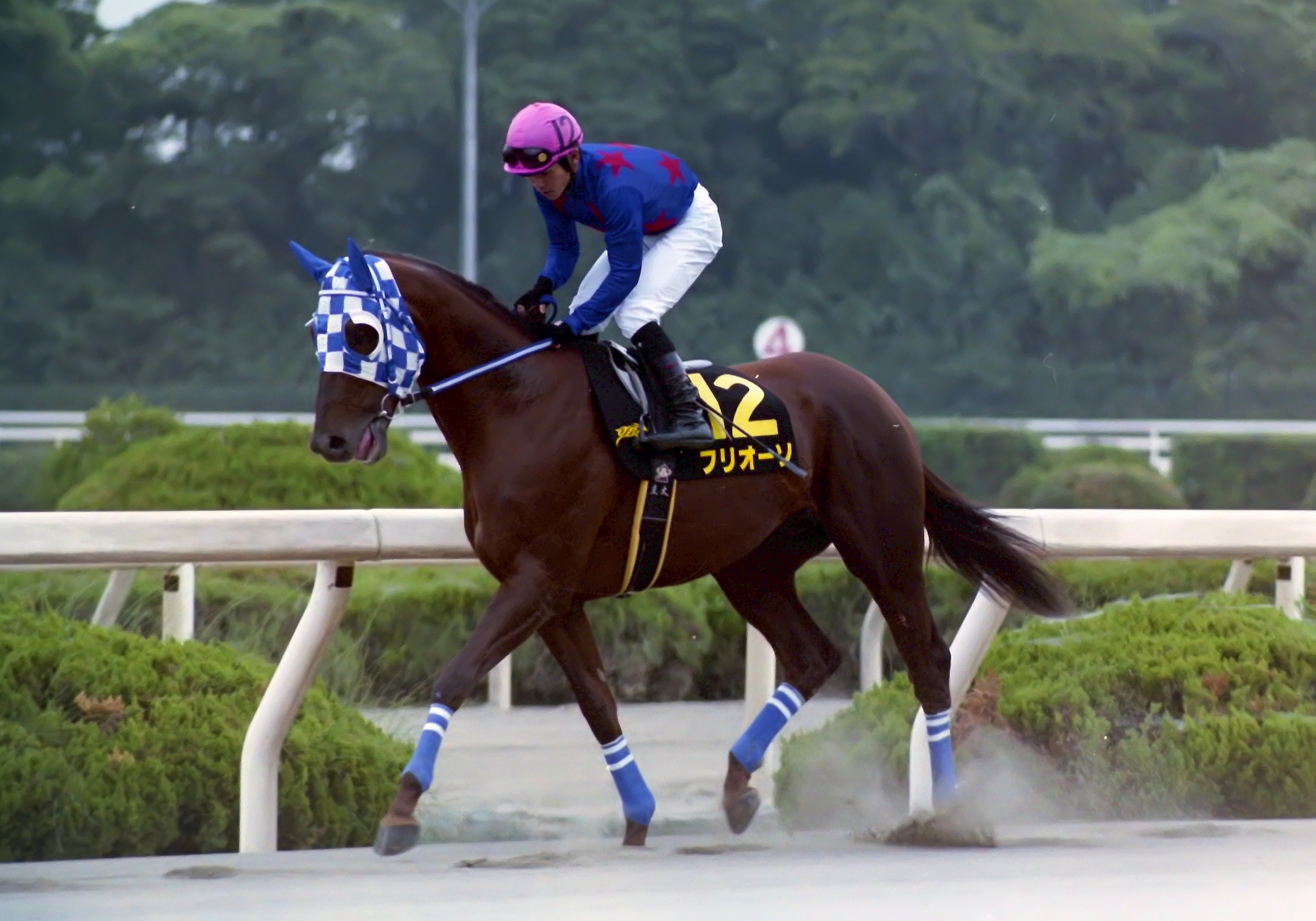
NAR所属時の戸崎。青地に胴赤散らしの勝負服を着る。

1980年、栃木県出身。壬生中学時代は野球部に所属。今でも野球が特技である。中学3年の時に生徒会長を務め、将来は学校の先生になろうというイメージがあったという。趣味はゴルフとあるが、本人曰く15年以上やっていないと言う。
騎手志望当時、中央競馬の存在を知らず、栃木県那須塩原市にあった地方競馬教養センターを受験。1998年、地方競馬教養センター騎手課程を卒業し騎手免許を取得する。大井競馬場・香取和孝厩舎に所属して同年4月12日の大井競馬第3競走をミヤサンヤシマで勝利、初騎乗初勝利を挙げる。
2005年6月26日に福島競馬場で行われた3歳未勝利戦で、13番人気スプリングラゴスに騎乗し中央競馬初騎乗、10着となる。同年9月14日大井競馬第10競走トゥインクルレディー賞を8番人気コウエイソフィアで勝利し、重賞初制覇。
2007年、初のJRA重賞となったマーチステークスでは、11番人気だったシーチャリオットに騎乗し14着。7月8日、阪神競馬場で行われた3歳以上500万円以下のレースをヤマカツティガーで制し中央初勝利。12月13日に地方通算600勝を達成した。
2007年には全国リーディング3位と活躍。南関東内では内田博幸に次ぐリーディング2位であり、的場文男を上回る勝ち鞍を挙げる活躍であった。
2008年のダイオライト記念でフリオーソに騎乗して、ダートグレード競走初勝利。同年の東京ダービーでは前年のアンパサンドに続き、ドリームスカイ（10番人気）で勝利し東京ダービー連覇を果たした。さらに6月25日の中央との交流重賞帝王賞(JpnI)をフリオーソで逃げ切り、統一GI（Jpn1）初勝利をあげた。9月17日大井競馬第6競走で落馬、全治1ヶ月の鎖骨骨折を負い、同日第11競走トゥインクルレディー賞でトーセンジョウオーに騎乗できなかった。このようなアクシデントはあったが、ネフェルメモリーを12月31日の東京2歳優駿牝馬で勝利に導いている。この年は306勝で初の全国リーディング獲得。NARグランプリ2008最優秀騎手に選出された。
2009年は船橋記念をスパロービートで勝利、3月11日のダイオライト記念および3月20日の桜花賞をいずれも前年に続き連覇。3月25日に京浜盃を制し、地方競馬通算1000勝を達成。この年は前年を上回る387勝を挙げ、2年連続で全国リーディングジョッキー。NARグランプリ最優秀勝利回数騎手及び同最優秀賞金収得騎手賞を受賞した。中央競馬では前年まで通算5勝の成績から一転して年間20勝を挙げ、安田記念ではコンゴウリキシオーに、天皇賞（秋）ではエイシンデピュティに騎乗し中央GIにも参戦。クイーンカップでは大井所属のエイブルインレースで、勝ち馬のディアジーナから0.1秒差の3着に食い込む活躍をした。
2010年は中央への参戦も積極的に行う。日本ダービーでトゥザグローリーに騎乗。東京ダービーをマカニビスティーで制し、東京ダービー3勝目をあげた。6月30日に行われた帝王賞(JpnI)では、フリオーソに騎乗。中央競馬の有力馬カネヒキリ・ヴァーミリアン・サクセスブロッケン・ボンネビルレコードなどを破り快勝。フリオーソでヴァーミリアンにも初めて勝利した。7月14日のジャパンダートダービー(JpnI)ではマグニフィカに騎乗。始終先頭をキープ。直線でも一度も前を譲らず逃げ切り、帝王賞に続き川島正行調教師とのタッグでGIを獲得した。11月3日に船橋競馬場で行われたJBCクラシックは地方最強馬フリオーソとタッグを組むも武豊騎乗のスマートファルコンに逃げられ2着。11月14日の東京競馬場第11競走第15回東京中日スポーツ杯武蔵野ステークスでは6番人気のグロリアスノアで優勝、中央競馬重賞を初制覇した。この年は勝利数が伸びず地方競馬単独の勝利数は294勝した山口勲に続く288勝だったが、中央競馬の勝利数も含める規定により前年に続き最優秀勝利回数騎手賞を獲得した。
2011年も中央競馬へ参戦。6月5日の安田記念では、リアルインパクトに騎乗し、中央競馬GI競走で初優勝を飾った。
2012年3月14日、船橋競馬場で行われたベストビット特別を1番人気のグレコで優勝し、地方競馬通算2000勝を達成。7月13日、大井競馬で行われた第6競走において落馬負傷したが、2週間後の7月29日に復帰した。
2013年、3度目の中央競馬の騎手免許試験挑戦で無事合格、3月1日付で中央競馬へ移籍。2013年6月16日、東京競馬場で行われたユニコーンステークスを3番人気のベストウォーリアで勝利、JRA移籍後初の重賞勝利を決める。12月12日に園田競馬場で行われたゴールデンジョッキーカップで優勝。
2014年12月28日、第59回有馬記念をジェンティルドンナで勝利。八大競走初制覇を果たし、年間146勝(中央のみ)でこの年のリーディングジョッキーとなった。
2015年12月9日、香港のハッピーバレー競馬場で行われた国際騎手招待競走「ロンジン・インターナショナル・ジョッキーズ・チャンピオンシップ」に出場し、第2戦で同着も1着となり海外初勝利を挙げる。総合順位は計4戦で13ポイントを獲得し、12人中3位。
2016年12月25日、クリストフ・ルメール騎手との接戦を制して、年間187勝(中央のみ)で3年連続のリーディングジョッキーとなった。制裁点ゼロ（特別模範騎手賞の対象）でのリーディングは史上初である。
2017年4月よりスポーツニッポンの土曜日紙面でコラム「KEI　TA～LK」がスタート。
2019年6月29日、福島競馬場第7競走でエクリリストワールに騎乗し勝利。史上35人目、現役18人目のJRA通算1000勝を達成。地方出身では史上4人目。
2019年11月4日、浦和競馬場で行われたJBCレディスクラシック（G1）で落馬し、右肘開放骨折の重傷を負う。
2020年、2度の手術とリハビリを経て5月23日のレースより復帰。8月16日、新潟競馬場で行われた関屋記念でサトノアーサーに騎乗し勝利。復帰後初の重賞制覇となった。12月6日、チャンピオンズカップをチュウワウィザードで勝利し、復帰後初G1制覇および自身初のJRAダートG1制覇となった。
2020年12月12日、中山競馬場第10競走をサンライズカラマで勝利し、JRA通算1100勝を達成。史上33人目。
2021年初頭にはドバイ、サウジアラビアに遠征。2月20日（現地時間）に行われたサウジカップデーでは当初ジョエル・ロサリオが騎乗予定だったピンクカメハメハに代打騎乗しサウジダービーに勝利。マテラスカイとのコンビで挑んだリヤドダートスプリントでは2着に入り、コパノキッキングとの日本馬ワンツーフィニッシュを決めた。しかしチュウワウィザードとのコンビで臨んだメインのサウジカップでは9着に敗れた。3月27日（現地時間）に行われたドバイワールドカップデーではサウジアラビアから転戦してきたマテラスカイ、チュウワウィザードに騎乗。マテラスカイと臨んだドバイゴールデンシャヒーンは12着に敗れたが、チュウワウィザードと臨んだメインのドバイワールドカップでは2着となり、2011年以来10年ぶり（ダートで行われたレースとしては20年ぶり）となる同レース日本馬連対を果たした。
2023年5月14日、ヴィクトリアマイルでソングラインに騎乗し優勝。中3週後の6月4日の安田記念でもソングラインに騎乗し優勝。
2024年1月20日、中山5Rでリヤンドゥミラクルに騎乗し、史上52人目、現役33人目、地方競馬出身騎手では5人目のJRA通算1万回騎乗を達成した。4月14日の皐月賞でジャスティンミラノに騎乗し優勝。競走の前週にジャスティンミラノの調教パートナーであった藤岡康太が落馬事故により急死しており、競走後に「藤岡騎手に事細かく状態を教えてもらっていた。最後の差というのは康太が後押ししてくれたもので喜んでくれているのではないかと思う。『康太ありがとう。お疲れ様でした』と伝えたい」と涙する。6月16日、東京10R相模湖特別でオメガウイングに騎乗し勝利、1万330走目で、史上21人目（現役9人目）、地方競馬出身騎手では2人目のJRA通算1500勝を達成。7月7日、七夕賞をレッドラディエンスで勝利し、岡部幸雄と並んで歴代最多タイの同レース4勝目とする。8月4日、レパードステークスをミッキーファイトで勝利し、2014年アジアエクスプレス、2016年グレンツェントに続き、同レース歴代最多を更新する3勝目を挙げる。12月22日、有馬記念にＣ・ルメールが菊花賞馬のアーバンシックへの騎乗を選択したため、皐月賞で負かしたレガレイラに乗り替わり騎乗する。シャフリヤールとの壮絶な叩き合いをハナ差で制し、グレード制導入前の1960年のスターロツチ以来64年ぶり、史上2頭目となる3歳牝馬での優勝へ導くとともに、自身は2014年ジェンティルドンナ以来、10年ぶり2度目の優勝を飾った。
2025年1月26日、アメリカジョッキークラブカップにてそれまでの主戦騎手であった横山典弘がマテンロウレオへ騎乗することになったため、前走の有馬記念で負かしたダノンデサイルに乗り替わり騎乗。直線でマテンロウレオとコスモキュランダが先に抜け出したものの、外からまとめて差し切り勝利。前年のダービー馬が参戦し同レースを勝利するのは1999年のスペシャルウィーク以来であった。3月22日、フラワーカップでレーゼドラマに騎乗し1着となり、史上17人目、現役8人目のJRA通算1600勝を10942戦目で達成。4月5日、ドバイシーマクラシックでダノンデサイルに騎乗し、自身初となる海外GI制覇を飾った。
2025年5月20日にYouTube「戸崎圭太チャンネル【仮】」を開設。6月22日、チャンネル名を「戸崎圭太のベリベリチャンネル」に決定した。

## エピソード
- 2005年に初めて中央競馬 (JRA) の新規騎手免許試験に挑み[53]、一次試験で不合格となる[54]。2010年の時点ではJRAへの移籍について「今は特別考えていませんね。そういう時期になったら、改めて考えようと思っています。今は1頭でも多く、1日でも多くガムシャラに乗りたいんですよ」[55]と述べていた。翌2011年、安田記念の勝利を契機として2度目の試験に挑んだ[53][54]が、またも一次試験で不合格[56]。2012年9月、3度目の試験に挑むため、願書を提出し、10月、一次試験に合格。1月に受験した二次試験にも合格し2013年3月1日付でJRAの騎手となった[23]。なお、移籍後は美浦の田島俊明厩舎に所属している[57]。
- 子どもが始めた習い事を見学しているうちに自身でも2019年から剣道を始めた[58]。その後「スポーツを楽しむ」ための剣道場があっても良いのではないかという意見に賛同した保護者たちと共同で2022年6月に神奈川県川崎市に剣道場「川崎真道館」を新設、戸崎がその総代表に就任[58]。
- 2025年のドバイシーマクラシック優勝直後の馬上インタビューで、インタビュアーの英語の質問に対し「ベリーベリーホース！」とめちゃくちゃな英語で返答したことが話題になった[59]。先述のYouTubeチャンネルの名称もこれに由来している。
- 2025年6月12日に「JRA福島競馬場＆VIESTA仙台ナイター」として楽天モバイルパーク宮城で開催された東北楽天ゴールデンイーグルス対中日ドラゴンズ戦の始球式を務める[60]。

## 表彰
- NARグランプリベストフェアプレイ賞（2006年）
- NARグランプリ最優秀騎手賞（2008年）
- NARグランプリ最優秀勝利回数騎手賞（2009年 - 2012年）
- NARグランプリ最優秀賞金収得騎手賞（2009年 - 2012年）
- NARグランプリ殊勲騎手賞（2011年）
- JRA賞MVJ（2014年 - 2016年、2022年、2024年） ※5回はC.ルメールと1位タイ、3年連続はC.ルメールに次ぐ歴代2位
- JRA賞最多勝利騎手（2014年-2016年） ※3回は歴代5位タイ[61]
  - 関東リーディング（2014年 - 2019年、2022年、2024年） ※8回は岡部幸雄に次ぐ歴代2位タイ、6年連続は岡部と並ぶ最長タイ
- JRA賞特別模範騎手賞（2016年） ※現名称になって以降4人目（川田将雅と同時受賞）
- フェアプレー賞 （2013年、2016年、2018年 - 2021年、2024年）
- JRA賞ベストフェアプレー賞  （2016年）

## 騎乗成績
|       |                | 日付           | 競馬場・開催   | 競走名                 | 馬名             | 頭数 | 人気 | 着順 |
| ----- | -------------- | -------------- | -------------- | ---------------------- | ---------------- | ---- | ---- | ---- |
| 地 方 | 初騎乗・初勝利 | 1998年4月12日  | 1回大井1日3R   | C3八組九組             | ミヤサンヤシマ   | 9頭  | 1    | 1着  |
| 地 方 | 重賞初勝利     | 2005年9月14日  | 11回大井4日10R | トゥインクルレディー賞 | コウエイソフィア | 16頭 | 8    | 1着  |
| 地 方 | GI初勝利       | 2008年6月25日  | 5回大井4日11R  | 帝王賞                 | フリオーソ       | 13頭 | 1    | 1着  |
| 中 央 | 初騎乗         | 2005年6月26日  | 2回福島4日3R   | 3歳未勝利              | スプリングラゴス | 15頭 | 13   | 10着 |
| 中 央 | 初勝利         | 2007年7月8日   | 3回阪神8日8R   | 3歳上500万下           | ヤマカツティガー | 13頭 | 5    | 1着  |
| 中 央 | 重賞初騎乗     | 2007年3月25日  | 3回中山2日11R  | マーチステークス       | シーチャリオット | 15頭 | 11   | 13着 |
| 中 央 | 重賞初勝利     | 2010年11月14日 | 5回東京4日11R  | 武蔵野ステークス       | グロリアスノア   | 16頭 | 6    | 1着  |
| 中 央 | GI初騎乗       | 2008年2月24日  | 1回東京8日11R  | フェブラリーステークス | アンパサンド     | 16頭 | 13   | 10着 |
| 中 央 | GI初勝利       | 2011年6月5日   | 3回東京6日11R  | 安田記念               | リアルインパクト | 18頭 | 9    | 1着  |

- 地方競馬

| 年度   | 騎乗数 | 勝利 | 勝利  | 勝率 | 連対率 | 獲得賞金        |
| 年度   | 騎乗数 | 勝数 | 順位  | 勝率 | 連対率 | 獲得賞金        |
| ------ | ------ | ---- | ----- | ---- | ------ | --------------- |
| 1998年 | 70     | 4    | 位    | .057 | .143   | 18,356,000円    |
| 1999年 | 307    | 12   | 位    | .039 | .121   | 62,908,000円    |
| 2000年 | 404    | 25   | 位    | .062 | .126   | 113,735,000円   |
| 2001年 | 546    | 31   | 位    | .057 | .125   | 186,837,500円   |
| 2002年 | 533    | 36   | 位    | .068 | .158   | 166,044,000円   |
| 2003年 | 615    | 39   | 位    | .063 | .135   | 156,293,000円   |
| 2004年 | 731    | 53   | 位    | .073 | .156   | 181,840,000円   |
| 2005年 | 860    | 74   | 62位  | .086 | .169   | 235,136,000円   |
| 2006年 | 1145   | 139  | 22位  | .107 | .229   | 391,532,000円   |
| 2007年 | 1584   | 212  | 3位   | .134 | .242   | 593,054,000円   |
| 2008年 | 1737   | 306  | 1位   | .176 | .305   | 1,055,680,000円 |
| 2009年 | 1762   | 387  | 1位   | .220 | .355   | 1,196,562,000円 |
| 2010年 | 1665   | 288  | 2位   | .173 | .297   | 1,185,754,000円 |
| 2011年 | 1492   | 327  | 1位   | .219 | .357   | 1,101,127,000円 |
| 2012年 | 1539   | 367  | 1位   | .238 | .366   | 1,093,442,000円 |
| 2013年 | 167    | 45   | 110位 | .269 | .437   | 133,347,000円   |
| 通算   | 15166  | 2332 | -     | .143 | .265   | 7,871,647,500円 |

- 中央競馬

| 年度   | 順位  | 1着  | 2着  | 3着  | 騎乗数 | 勝率 | 連対率 | 複勝率 | 獲得賞金         |
| ------ | ----- | ---- | ---- | ---- | ------ | ---- | ------ | ------ | ---------------- |
| 2005年 | 176位 | 0    | 0    | 0    | 3      | .000 | .000   | .000   | 0円              |
| 2006年 | 181位 | 0    | 0    | 0    | 18     | .000 | .000   | .000   | 750,000円        |
| 2007年 | 133位 | 2    | 2    | 2    | 44     | .045 | .091   | .136   | 45,263,000円     |
| 2008年 | 110位 | 3    | 11   | 12   | 152    | .020 | .092   | .171   | 110,736,000円    |
| 2009年 | 50位  | 21   | 17   | 18   | 199    | .106 | .191   | .281   | 311,105,000円    |
| 2010年 | 45位  | 22   | 32   | 28   | 293    | .075 | .184   | .280   | 496,676,000円    |
| 2011年 | 74位  | 9    | 6    | 7    | 103    | .087 | .146   | .214   | 220,263,000円    |
| 2012年 | 51位  | 22   | 18   | 18   | 171    | .129 | .234   | .339   | 358,742,000円    |
| 2013年 | 5位   | 113  | 94   | 88   | 866    | .130 | .239   | .341   | 1,965,428,000円  |
| 2014年 | 1位   | 146  | 96   | 86   | 972    | .150 | .249   | .337   | 2,659,341,000円  |
| 2015年 | 1位   | 130  | 121  | 102  | 940    | .138 | .267   | .376   | 2,724,352,000円  |
| 2016年 | 1位   | 187  | 134  | 102  | 969    | .193 | .331   | .437   | 3,380,395,000円  |
| 2017年 | 2位   | 171  | 126  | 95   | 925    | .185 | .321   | .424   | 2,765,556,000円  |
| 2018年 | 3位   | 115  | 121  | 98   | 883    | .130 | .267   | .378   | 2,501,200,000円  |
| 2019年 | 5位   | 104  | 110  | 96   | 752    | .138 | .285   | .412   | 2,350,410,000円  |
| 2020年 | 19位  | 56   | 53   | 39   | 428    | .131 | .255   | .346   | 1,248,826,000円  |
| 2021年 | 7位   | 88   | 64   | 75   | 661    | .133 | .230   | .343   | 1,909,614,000円  |
| 2022年 | 2位   | 136  | 111  | 80   | 813    | 167  | .304   | .402   | 2,315,671,000円  |
| 2023年 | 6位   | 112  | 83   | 77   | 779    | .144 | .250   | .349   | 2,498,372,000円  |
| 2024年 | 3位   | 133  | 112  | 85   | 778    | .171 | .315   | .424   | 3,535,895,000円  |
| 通算   |       | 1570 | 1311 | 1108 | 10749  | .146 | .268   | .371   | 31,398,594,000円 |

通算勝利記録
- 通算100勝 2013年4月6日中山7R サラ4歳以上500万下・プリームス
- 通算200勝 2014年2月1日東京11R 白富士ステークス・エアソミュール
- 通算300勝 2014年9月21日阪神1R サラ2歳未勝利・ブラックバード
- 通算400勝 2015年6月13日東京9R 八王子特別・キネオイーグル
- 通算500勝 2016年2月28日中山8R サラ4歳以上500万下・エターナルヒーロー
- 通算600勝 2016年9月4日新潟11R サラ2歳未勝利・ロジムーン
- 通算700勝 2017年4月29日東京6R サラ4歳以上500万下・ブラックプラチナム
- 通算800勝 2017年10月15日東京10R 赤富士ステークス・モンドアルジェンテ
- 通算900勝 2018年8月18日新潟5R サラ2歳新馬・ロジャーバローズ
- 通算1000勝 2019年6月29日福島7R 3歳未勝利・エクリリストワール
- 通算1100勝 2020年12月12日中山10R アクアラインステークス・サンライズカラマ
- 通算1200勝 2022年2月12日東京11R デイリー杯クイーンカップ・プレサージュリフト
- 通算1300勝 2022年10月29日東京5R 2歳新馬・シャンパンカラー
- 通算1400勝 2023年8月12日新潟6R 2歳新馬・キャプテンネキ
- 通算1500勝 2024年6月16日東京10R 相模湖特別・オメガウインク
- 通算1600勝 2025年3月22日中山11R フラワーカップ・レーゼドラマ

## 主な騎乗馬

### GI級競走優勝
- 太字はGI・JpnI競走を示す

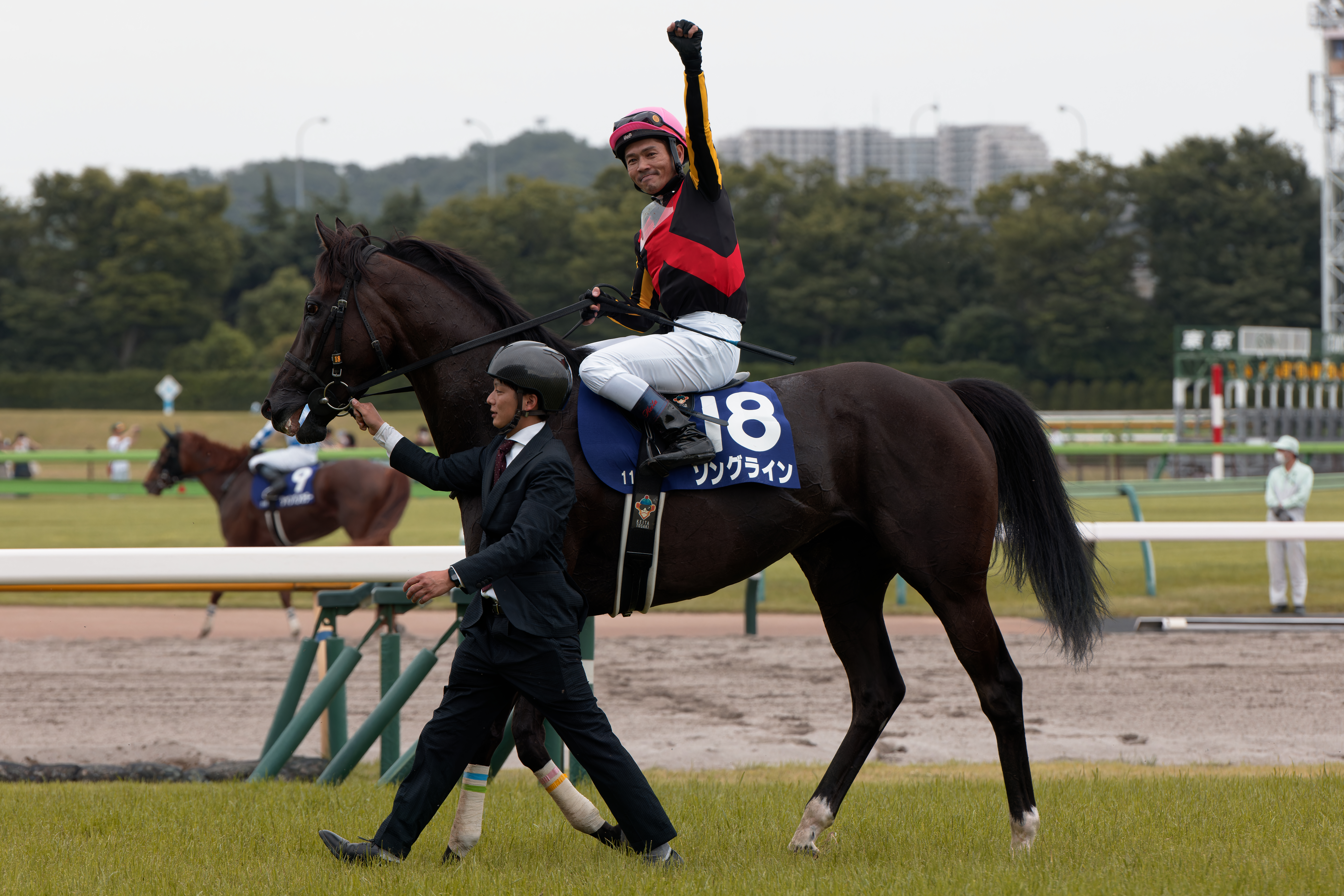
2023年安田記念（騎乗馬ソングライン）

- フリオーソ（2008年・2009年ダイオライト記念連覇、2008年・2010年帝王賞[13][17]、2010年日本テレビ盃、2011年川崎記念、かしわ記念）
- マグニフィカ（2010年ジャパンダートダービー）
- リアルインパクト（2011年安田記念）[20]
- レッドリヴェール（2013年阪神ジュベナイルフィリーズ）
- ベストウォーリア（2013年ユニコーンステークス、2014年プロキオンステークス、マイルチャンピオンシップ南部杯）
- ジェンティルドンナ（2014年有馬記念）
- ストレイトガール（2015年・2016年ヴィクトリアマイル連覇、2015年スプリンターズステークス）[62]
- サウンドスカイ（2015年兵庫ジュニアグランプリ、全日本2歳優駿）
- キョウエイギア（2016年ジャパンダートダービー）
- エポカドーロ（2018年皐月賞）
- チュウワウィザード（2020年チャンピオンズカップ）
- アカイトリノムスメ（2021年クイーンカップ、秋華賞）
- ドライスタウト（2021年全日本2歳優駿、2023年テレ玉杯オーバルスプリント）[63]
- ソングライン（2023年ヴィクトリアマイル、安田記念）[64]
- ジャスティンミラノ　(2024年共同通信杯、皐月賞)
- レガレイラ（2024年有馬記念）
- ダノンデサイル（2025年アメリカジョッキークラブカップ、ドバイシーマクラシック）

### グレード制重賞優勝
- トーセンジョウオー（2008年スパーキングレディーカップ）
- グロリアスノア（2010年武蔵野ステークス）
- クラーベセクレタ（2011年クイーン賞）
- ナイキマドリード（2011年さきたま杯）
- ファイナルフォーム（2012年ラジオNIKKEI賞）
- ラブミーチャン（2013年東京スプリント、クラスターカップ）
- ベストウォーリア（2013年ユニコーンステークス、2014年プロキオンステークス）
- エクセラントカーヴ（2013年京成杯オータムハンデキャップ）
- アスカクリチャン（2013年アルゼンチン共和国杯）
- ランフォルセ（2013年浦和記念、2014年佐賀記念）
- オメガハートロック（2014年フェアリーステークス）
- エキマエ（2014年兵庫チャンピオンシップ）
- エアソミュール（2014年鳴尾記念）
- アジアエクスプレス（2014年レパードステークス）
- キョウエイアシュラ（2014年テレ玉杯オーバルスプリント）
- クリソライト（2014年日本テレビ盃）
- マイネルラクリマ（2014年オールカマー）
- ウィッシュハピネス（2014年エーデルワイス賞）
- ステファノス（2014年富士ステークス）
- セカンドテーブル（2014年京王杯2歳ステークス）
- トロワボヌール（2014年クイーン賞、2015年スパーキングレディーカップ）
- ルージュバック（2015年きさらぎ賞[65]、2016年エプソムカップ、2016毎日王冠）
- ラブリーデイ（2015年京都記念[66] ）
- サクラゴスペル（2015年オーシャンステークス[67]、2015年京王杯スプリングカップ）
- モーリス（2015年ダービー卿チャレンジトロフィー）[68]
- サウンドスカイ（2015年兵庫ジュニアグランプリ）
- レーザーバレット（2015年兵庫ゴールドトロフィー、2015年・2016年テレ玉杯オーバルスプリント）
- モーニン（2016年根岸ステークス）
- スマートオーディン（2016年京都新聞杯、2016年毎日杯）
- ヴィータアレグリア（2016年マリーンカップ）
- タイニーダンサー（2016年関東オークス）
- ゼーヴィント（2016年ラジオNIKKEI賞、2017年七夕賞）
- アルバートドック（2016年七夕賞）
- グレンツェント（2016年レパードステークス）
- ヤングマンパワー（2016年関屋記念、2016年富士ステークス）
- ブランボヌール（2016年キーンランドカップ）
- ビッシュ（2016年紫苑ステークス）
- ワンミリオンス（2017年TCK女王盃、2017年エンプレス杯）
- メラグラーナ（2017年オーシャンステークス）
- コウソクストレート（2017年ファルコンステークス）
- サンライズノヴァ（2017年ユニコーンステークス、2018年武蔵野ステークス）
- サイタスリーレッド（2017年テレ玉杯オーバルスプリント）
- セダブリランテス（2018年中山金杯）
- プリモシーン（2018年フェアリーステークス）
- アーモンドアイ（2018年シンザン記念）
- ミッシングリンク（2018年TCK女王盃)
- サトノアーサー（2018年エプソムカップ、2020年関屋記念）
- ダノンキングリー (2019年共同通信杯、毎日王冠)
- シャケトラ (2019年阪神大賞典)
- ウィクトーリア（2019年フローラステークス）
- アンデスクイーン (2019年ブリーダーズゴールドカップ、レディスプレリュード)
- パッシングスルー (2019年紫苑ステークス)
- ショックアクション（2020年新潟2歳ステークス）
- センテリュオ（2020年オールカマー）
- ジャスティン（2020年東京盃）
- マジックキャッスル（2021年愛知杯[69]）
- トーラスジェミニ（2021年七夕賞）
- カテドラル（2021年京成杯オータムハンデキャップ）
- ソリストサンダー（2021年武蔵野ステークス）
- プレサージュリフト（2022年クイーンカップ）
- キタウイング（2022年新潟2歳ステークス）[70]
- ラーグルフ（2023年中山金杯）[71]
- レモンポップ（2023年根岸ステークス）[72]
- インダストリア（2023年ダービー卿チャレンジトロフィー）[73]
- パライバトルマリン（2023年関東オークス）[74]
- アヴェラーレ（2023年関屋記念）[75]
- パラレルヴィジョン（2024年ダービー卿チャレンジトロフィー）
- レッドラディエンス（2024年七夕賞）
- ミッキーファイト（2024年レパードステークス、名古屋大賞典）
- ジュンブロッサム（2024年富士ステークス）[76]
- エリカエクスプレス（2025年フェアリーステークス）
- ヘデントール（2025年ダイヤモンドステークス）
- レーゼドラマ（2025年フラワーカップ）[77]
- カピリナ（2025年函館スプリントステークス）

### 地方重賞優勝
- コウエイソフィア（2005年トゥインクルレディー賞）[9]
- アンパサンド（2007年東京ダービー）[12]
- フィリアレギス（2008年桜花賞）
- ドリームスカイ（2008年東京ダービー）[12]
- ギャンブルオンミー（2008年黒潮盃）
- ディープサマー（2008年船橋記念）
- ネフェルメモリー（2008年東京2歳優駿牝馬、2009年桜花賞、東京プリンセス賞）
- スパロービート（2009年船橋記念）
- ナイキハイグレード（2008年ハイセイコー記念、2009年京浜盃、羽田盃）
- マズルブラスト（2010年報知オールスターカップ、金盃、2011年大井記念）
- フジノウェーブ（2010年東京スプリング盃）
- マカニビスティー（2010年東京ダービー）[16]
- アスカリーブル（2012年ユングフラウ賞）
- エミーズパラダイス（2011年フローラルカップ、2012年ロジータ記念）
- カイカヨソウ（2012年東京2歳優駿牝馬）
- フォーティファイド（2014年金盃）

### その他
- ピンクカメハメハ（2021年サウジダービー）
- ドウデュース
- トップサバトン